# マリア・アレクサンドロヴナ (ロシア皇后)
マリア・アレクサンドロヴナ（ロシア語: Мари́я Алекса́ндровна, ラテン文字転写: Maria Alexandrovna, 1824年8月8日 - 1880年6月3日）は、ロシア皇帝アレクサンドル2世の皇后。ヘッセン大公国の大公女で、ドイツ語名はマリー・フォン・ヘッセン＝ダルムシュタット（Marie von Hessen-Darmstadt）。

## 生涯

### 出生
1824年、マリーはヘッセン大公女としてダルムシュタットで生まれた。洗礼名はマクシミリアーネ・ヴィルヘルミーネ・アウグステ・ゾフィー・マリー（Maximiliane Wilhelmine Auguste Sophie Marie）。母の大公妃ヴィルヘルミーネ・フォン・バーデンが生んだ7人の子のうちの末子だが、ヴィルヘルミーネの生んだ子供たちのうち下から4人の父親は、彼女の愛人アウグスト・フォン・スナルクラン・ド・グランシー男爵だった。醜聞を避けるため、夫のヘッセン大公ルートヴィヒ2世が4人を認知したのである。このため、4人のうち生き残った2人、マリーと兄アレクサンダーは、大公の住むダルムシュタットではなくハイリゲンベルクで育てられた。
1838年、結婚相手を求めてドイツを旅していたロシア皇太子アレクサンドルは14歳のマリーを見初めた。彼はマリーが「不義の子」であることを承知で結婚を決意し、難色を示した母・皇后アレクサンドラ・フョードロヴナを押し切った。2人は1841年4月に婚配機密を受け、マリーは名をマリア・アレクサンドロヴナに改めた。

### 結婚生活
マリアは非常に人見知りが激しく、慣れない人にはぎこちなく接し、服装に好みがなく、議論もできず、魅力がない女性だと見なされがちだった。母ヴィルヘルミーネに似て呼吸器官が弱く、咳や周期的な発熱に苦しみ、サンクトペテルブルクの気候が合わなかった。それにも関わらず、彼女は8人の子供の母親となった。絶え間ない妊娠は病を伴い、多くの行事が重なる宮廷から彼女を遠ざけた。それは同時に、アレクサンドルに誘惑の機会をもたらした。マリアは後にアレクサンドルが不貞を働き、多くの愛妾を抱えていることを知った。アレクサンドルは自らがマリア付きの女官に任命した愛妾のエカチェリーナ・ドルゴルーコヴァを特に愛し、彼女との間にできた3人の庶子たちと宮殿に住んでいた（彼らは、マリアが1880年6月に亡くなると、わずか1ヶ月後に貴賤結婚をした）。1855年にアレクサンドルは皇帝に即位。彼はマリアの体調が安定しようがしまいが、公務に付き合わせた。マリアの最も愛した皇太子ニコライの1865年の死は、彼女に非常な打撃を与えた。
マリアは貴賤結婚をしてハイリゲンベルクに住む兄アレクサンダーをしばしば訪ねた。そこで、彼女の甥ルートヴィヒ4世と結婚したイギリス王女アリスと出会った。マリアは、アリスからアリスの弟エディンバラ公アルフレッド（ザクセン＝コーブルク＝ゴータ公アルフレート）とマリアの娘であるロシア大公女との縁組みを打診されたが、これは後に成立した。1878年にアリスが病死すると、彼女の遺児たちに会いにしばしばハイリゲンベルクを訪れた。母の訪問に同行したセルゲイ大公は、ここで未来の妻エリーザベトを見初めるのである。また、エリーザベトの妹アリックスは、マリアの孫ニコライ2世の皇后となる。
1880年に死去し、没後の1888年には息子たちにより、エルサレムに母マリアを記念するマグダラのマリア教会が建造された。マグダラのマリアは生前のマリアの守護聖人であった。

## 子女
- アレクサンドラ（1842年 - 1849年）
- ニコライ（1843年 - 1865年）
- アレクサンドル3世（1845年 - 1894年） - ロシア皇帝。
- ウラディーミル（1847年 - 1909年） - メクレンブルク＝シュヴェリーン大公フリードリヒ・フランツ2世の娘マリー・アレクサンドリーネと結婚。
- アレクセイ（英語版）（1850年 - 1908年） - アレクサンドラ・ジュコーフスカヤ（英語版）と貴賤結婚。
- マリア（1853年 - 1920年） - ザクセン＝コーブルク＝ゴータ公アルフレートと結婚。
- セルゲイ（1857年 - 1905年） - ヘッセン大公ルートヴィヒ4世の娘エリーザベトと結婚。
- パーヴェル（1860年 - 1919年） - ギリシャ王ゲオルギオス1世の王女アレクサンドラと結婚。

## マリア・アレクサンドロヴナを描いた肖像画

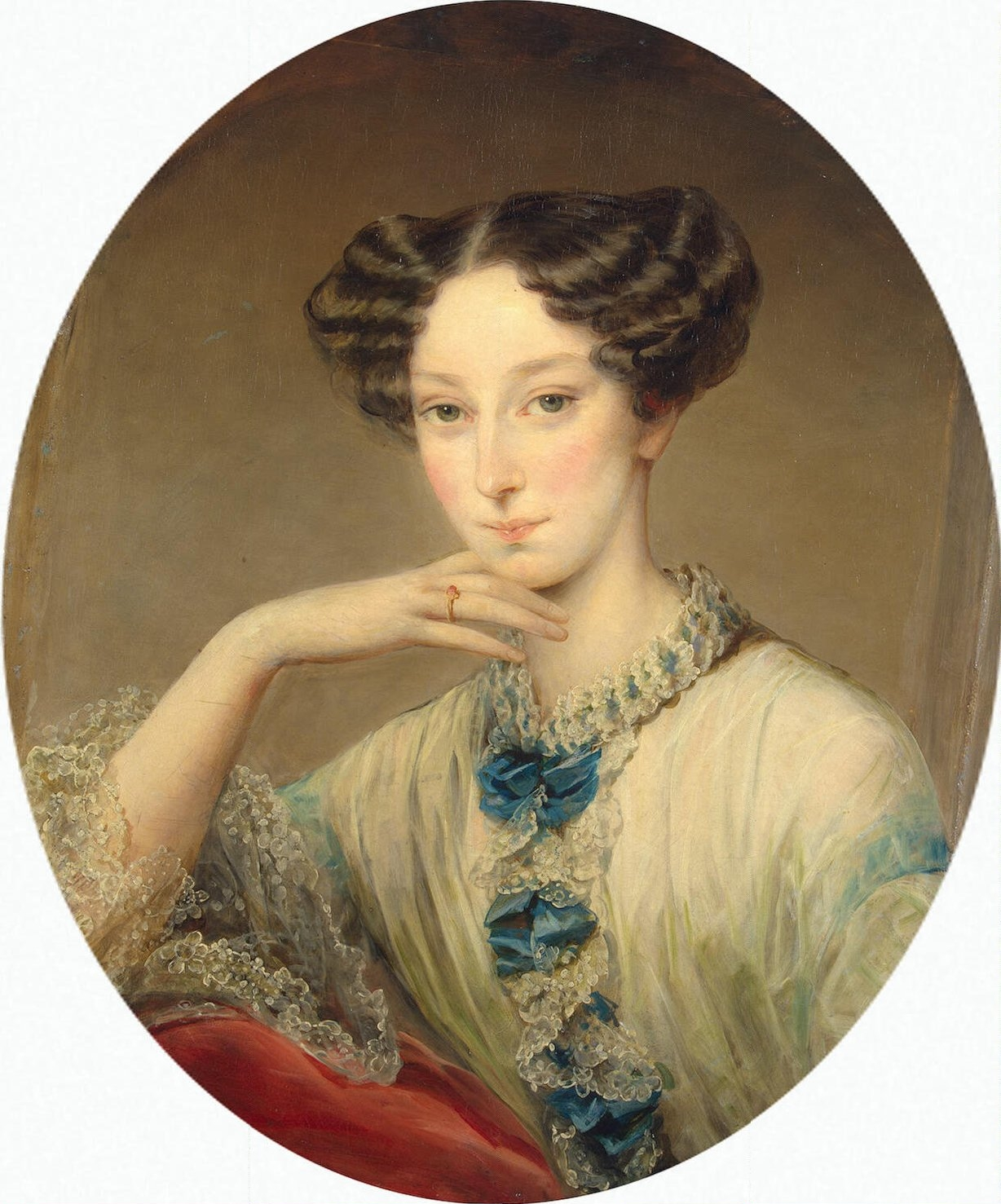
皇后マリア（クリスティーナ・ロバートソン（英語版）画）
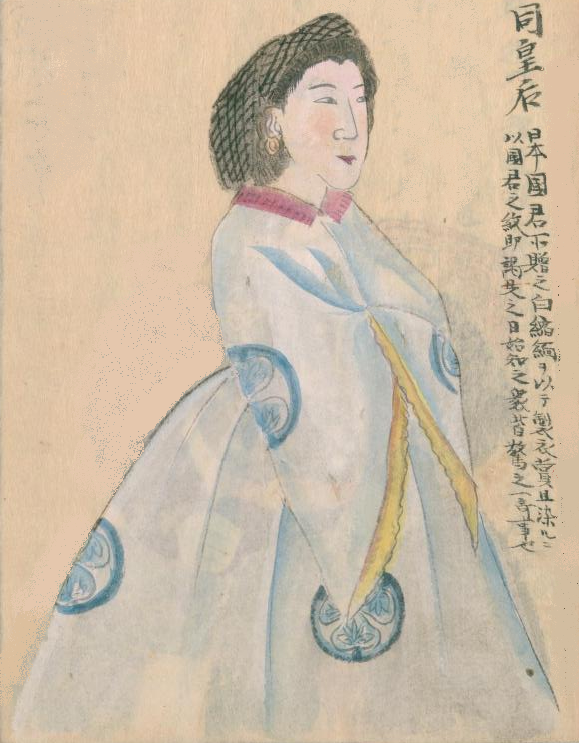
マリア・アレクサンドロヴナ（文久遣欧使節漢方医高嶋祐啓画）